# Third Day
Third Day — христианская рок-группа, которая оставила значительный след в музыкальной индустрии благодаря своим вдохновляющим песням и глубоким текстам. Была сформирована в Мариетте (штат Джорджия) в 1991. Группа была основана вокалистом Маком Пауэллом, гитаристом Марком Ли (оба являются единственными постоянными членами группы) и Билли Уилкинсоном. Барабанщик Дэвид Карр стал последним участником, покинувшим группу перед её завершением. Прощальный тур прошел в мае и июне 2018 года. Название "Third Day" является отсылкой к Библейской истории о воскресении Иисуса из мёртвых на третий день после распятия.

## История
Third Day была основана в начале 1990-х годов вокалистом Маком Пауэллом и гитаристом Марком Ли. Название группы — это  напоминание о том, что Иисус воскрес из мёртвых на третий день.
За годы творчества музыканты группы выпустили двенадцать альбомов, из них три альбома - «Wire», «Come Together» и «Wherever You Are» -  были удостоены премии Грэмми.

## Участники группы
Мак Пауэлл,
Тай Андерсон,
Дэвид Карр,
Марк Ли.

## Дискография
(1996) Third Day
(1997) Conspiracy No. 5
(1999) Time
(2000) Offerings: A Worship Album
(2001) Come Together
(2003) Offerings II: All I Have To Give
(2004) Wire
(2005) Wherever You Are
(2006) Christmas Offerings
(2008) Revelation
(2010) Move
(2012) Miracle
(2015) Lead Us Back: Songs of Worship
(2017) Revival

## Награды и премии

### Gospel Music Awards
| Год  | Номинация                                                      | Результат |
| ---- | -------------------------------------------------------------- | --------- |
| 2004 | Группа года                                                    | Номинация |
| 2004 | Рок-композиция года (Sing a Song)                              | Номинация |
| 2004 | Рок-композиция года (You Are So Good to Me)                    | Номинация |
| 2004 | Песня года (God of Wonders)                                    | Номинация |
| 2004 | Альбом года (Offerings II: All I Have to Give)                 | Победа    |
| 2004 | Видео года (Third Day Live In Concert, The Come Together Tour) | Победа    |
| 2005 | Рок-композиция года (Come on Back to Me)                       | Номинация |
| 2005 | Рок-альбом года (Wire)                                         | Победа    |
| 2006 | Песня года (Cry Out to Jesus)                                  | Номинация |
| 2006 | Популярная песня года (Cry Out to Jesus)                       | Победа    |
| 2006 | Рок-альбом года (Wherever You Are)                             | Номинация |
| 2006 | Видео года (Live Wire)                                         | Номинация |
| 2007 | Артист года                                                    | Номинация |
| 2007 | Песня года (Cry Out to Jesus)                                  | Номинация |
| 2007 | Христианский альбом года (Christmas Offerings)                 | Победа    |
| 2009 | Артист года                                                    | Номинация |
| 2009 | Группа года                                                    | Номинация |
| 2009 | Рок-альбом года (Revelation)                                   | Победа    |
| 2009 | Запись года (Revelation)                                       | Победа    |
| 2010 | Видео года (Live Revelations)                                  | Номинация |
| 2011 | Рок-альбом года (Move)                                         | Номинация |
| 2011 | Рок-композиция года (Lift Up Your Face)                        | Номинация |
| 2011 | Рок-запись года (Move)                                         | Победа    |